# Пежо тип 103
Пежо тип 103 (фр. Peugeot Type 103) моторно је возило произведено 1908. од стране француског произвођача аутомобила Пежо у њиховој фабрици у Лилу. У том раздобљу је укупно произведено 45 јединица.
Возило покреће четвороцилиндрични четворотактни мотор који је постављен напред, а преко ланчаног преноса је пренет погон на задње точкове. Његова максимална снага била је 40 КС и запремине 7.433 cm³.
Тип 103 је произведен у две варијанте 103 А и 103 Б. Тип 103 А са међуосовинским растојањм од 295,5 цм и размак точкова 140 цм. Тип 103 Б са међуосовинским растојањм од 329.5 цм и размак точкова 145 цм. Облик каросерије је дупли фетон и има места за четири до шест особа.